# Homme pour homme
 (février 2021).
Si vous disposez d'ouvrages ou d'articles de référence ou si vous connaissez des sites web de qualité traitant du thème abordé ici, merci de compléter l'article en donnant les références utiles à sa vérifiabilité et en les liant à la section « Notes et références ».
Homme pour homme (Mann ist Mann) est une pièce de théâtre de Bertolt Brecht écrite et publiée en 1925,, dont la première au théâtre a eu lieu en 1926 à Darmstadt,. Elle a été modifiée et republiée en 1938, après l'avènement du nazisme en Allemagne. 

## Histoire
On la trouve actuellement, en français sous le titre Un homme est un homme, dans la collection « Scène Ouverte », chez L'Arche Éditeur. Cette édition de 1999 présente les deux versions de la pièce.
La pièce est construite autour d'un personnage, Galy Gay, docker parti chercher un poisson, qui se retrouve, à la fin, soldat de l'armée britannique aux Indes. Par la force de l’environnement et des hommes auxquels il a été exposé, le personnage est devenu interchangeable, son individualité s'est éteinte. C'est une farce où le lyrisme se double d'un humour grinçant.
En 1953, Brecht écrivait à propos de cette œuvre : « Le problème de la pièce est la fausse collectivité, la mauvaise bande, et son pouvoir de séduction… »  
La pièce est créée pour la première fois en français en 1954 à Lausanne dans une mise en scène de Jean-Marie Serreau à partir d'une adaptation de Geneviève Serreau et Benno Besson. Cette production fut donnée ensuite une première fois en France la même année au Théâtre de l'Œuvre dans le cadre des Mardis de l'Œuvre, 